# Festuca glyceriantha
Festuca glyceriantha är en gräsart som beskrevs av Pilg.. Festuca glyceriantha ingår i släktet svinglar, och familjen gräs.
Artens utbredningsområde är Peru. Inga underarter finns listade i Catalogue of Life.